# Attentato di Istanbul del 19 marzo 2016
L'attentato di Istanbul del 19 marzo 2016 è stato un attentato suicida avvenuto alle ore 10:55 nella popolare İstiklal Caddesi. Questo è stato il quarto attentato suicida in Turchia nel 2016.

## Attacco
L'attacco ha avuto luogo a Istiklal Avenue, una zona particolarmente famosa tra i turisti e molto trafficata.
Secondo un testimone oculare, l'attentatore ha fatto esplodere la bomba mentre passava un gruppo di turisti.
Dopo l'esplosione, il viale è stato chiuso e centinaia di persone in preda al panico sono fuggite.

## Vittime
Nell'attacco, escludendo l'attentatore, sono morte 4 persone, mentre altre 36 sono state ferite:
| Nazionalità         | Morti | Feriti |
| ------------------- | ----- | ------ |
| Israele             | 3     | 6      |
| Iran                | 1     | 1      |
| Turchia             | -     | 24     |
| Irlanda             | -     | 3      |
| Germania            | -     | 1      |
| Emirati Arabi Uniti | -     | 1      |
| Totale              | 4     | 36     |

## Autore
L'attentatore suicida si chiamava Mehmet Öztürk ed era un membro dello Stato Islamico.